# جاكي سميث (لاعب كرة قدم أمريكية)
جاكي سميث (بالإنجليزية: Jackie Smith)‏ هو لاعب كرة قدم أمريكية أمريكي، ولد في 23 فبراير 1940 في كولومبيا في الولايات المتحدة.

## وصلات خارجية
- جاكي سميث على موقع مرجع كرة القدم المحترفة.كوم (الإنجليزية)
- جاكي سميث على موقع قاعة لويزيانا للمشاهير الرياضية (الإنجليزية)
- جاكي سميث على موقع قاعة ميسوري للمشاهير الرياضية (الإنجليزية)